# Mladen Mladenović
Mladen Mladenović (* 13. September 1964 in Rijeka) ist ein ehemaliger jugoslawischer und kroatischer Fußballspieler und heutiger -trainer.
Als Nationalspieler lief er im ersten Länderspiel einer kroatischen Auswahlmannschaft auf und nahm an der Fußball-Europameisterschaft 1996 teil.
Seit 2002 ist er als Trainer und Sportdirektor tätig.

## Vereinskarriere
Mladenović begann seine Karriere in der Jugend seines Heimatvereins NK Rijeka, wo er in der Spielzeit 1981/82 in der Profimannschaft debütierte. In den folgenden drei Spielzeiten kam er lediglich sporadisch zum Einsatz, ehe er nach einer halbjährigen Leihe bei NK Zadar den Durchbruch in Rijeka schaffte. Nach sieben Profijahren im Mittelfeld der 1. jugoslawische Fußballliga wurde er an Dinamo Zagreb verkauft.
Bei Dinamo erhielt er unter dem damaligen Jungtrainer Josip Kuže einen Stammplatz und entwickelte sich neben Spielern wie Kujtim Shala, Davor Šuker und Zvonimir Boban zum Leistungsträger und in Folge auch Nationalspieler Kroatiens. Obwohl die Mannschaft Anfang der 1990er Jahre bis heute als eine der stärksten in der Vereinsgeschichte gilt, wurde man hinter den damals großen Rivalen Roter Stern Belgrad und dessen Wunderteam mit Spielern wie Vladimir Jugović, Siniša Mihajlović, Robert Prosinečki, Dragan Stojković und Dejan Savićević, lediglich zwei Mal Vizemeister und konnte auch einen Pokalsieg verbuchen. Simultan zum Zerfall Jugoslawiens folgte daraufhin ein Ausverkauf der Mannschaft, woraufhin alle Leistungsträger, darunter auch Mladenović, der in zwei Spielzeiten 16 Ligatore erzielen konnte, den Verein verließen.
Nachdem ein Transfer nach Österreich zum gerade von Otto Barić übernommenen SV Salzburg aufgrund einer zu hohen Ablösesumme gescheitert war, nahm er ein finanziell lukratives Angebot des gerade aus der Erstklassigkeit abgestiegenen spanischen Vereins CD Castellón an. In Valencia sollte er den abstiegsbedingten Abgang von Igor Dobrovolskiy kompensieren und zur Leitfigur für den sofortigen Wiederaufstieg avancieren. Zwar präsentierte sich Mladenović in Folge als der erhoffte Führungsspieler und agierte als überragende Persönlichkeit im Spiel von Castellón, der Kader war jedoch zu mittelmäßig besetzt, um die hohen Erwartungen zu erfüllen. Zwar hatte er in seiner Debütsaison mit Gaizka Mendieta, der gerade den Aufstieg vom Jugend- zum Profispieler geschafft hatte, einen talentierten Mittelfeldpartner, der jedoch zur Folgespielzeit an den Stadtrivalen FC Valencia verkauft wurde. Nach zwei Jahren als unterforderter Spieler im Mittelfeld der Segunda División, bat er um einen Wechsel in die Heimat, der ihn aufgrund seines hohen Gehalts, welches eingespart werden konnte, gewährt wurde.
Zur Spielzeit 1993/94 ging er daraufhin zurück zu seinem Heimatverein NK Rijeka, wo er seine starken Leistungen der Vorjahre noch steigern konnte. In heimatlicher Umgebung spielte Mladenović entfesselt auf, schoss als Mittelfeldspieler 20 Tore und wurde zum besten Spieler der obersten kroatischen Spielklasse gewählt.
In Folge wechselte er mit dreijähriger Verspätung doch noch nach Österreich zum SV Austria Salzburg. War der Wechsel des Spielers 1991 noch an der Ablösesumme gescheitert, hatte der Verein nach dem Erreichen des UEFA-Pokal-Finales nun die nötigen finanziellen Mittel, um den Transfer zu stemmen. Als absoluter Wunschspieler von Trainer Otto Barić feierte er mit zehn Toren in der Vorbereitung zur Saison einen fulminanten Einstand und bildete in Folge gemeinsam mit Tomislav Kocijan, Dean Računica und Nikola Jurčević einen starken kroatischen Block in der Mannschaft. In seiner Debütsaison feierte er daraufhin den Gewinn des ÖFB-Supercups, den Meistertitels und als erste österreichische Mannschaft den Einzug in die Champions League.
Der Start in die Folgespielzeit verlief für die erfolgsverwöhnten Salzburger mit dem Scheitern an Steaua Bukarest in der Champions-League-Qualifikation und einem veritablen Fehlstart in der Liga ungewohnt schwach, was zu internen Querelen bis zum Abgang von Erfolgstrainer Barić führte. Ungeachtet der Probleme zeigte sich Mladenović nochmals verbessert und erzielte im Herbst in 15 Spielen sieben Tore, ehe er gemeinsam mit Jurčević und Računica, aufgrund des Abgangs von Barić, auf einen Wechsel drängte. Um den lang avisierten Wechsel des norwegischen Stürmers Tore André Flo zu realisieren, gab Klubchef Quehenberger daraufhin sein Einverständnis für einen Verkauf.
In Folge scheiterte ein Transfer zu Dinamo Zagreb noch an der Ablöseforderung der Salzburger, ehe er überraschend den Ruf seines früheren Trainers Josip Kuže folgte und überraschend für vier Millionen Schilling nach Japan zu Gamba Osaka wechselte. Flo entschied sich daraufhin für einen landesinternen Wechsel zu Brann Bergen, wodurch Salzburg mit Mladenović, der in den vorhergehenden eineinhalb Jahren mit insgesamt 25 Toren zum erfolgreichsten Torschützen des Vereins avancierte, den besten Offensivspieler abgegeben hatte und ohne adäquaten Ersatz die Saison zu Ende spielen musste.
Mladenović, mit einem kolportierten Jahresgehalt von acht Millionen Schilling, Topverdiener beim damaligen japanischen Underdog, bildete in Folge mit Vjekoslav Škrinjar, einem weiteren alten Bekannten aus früheren Dinamo Zeiten, ein gut harmonierendes Mittelfeldduo und avancierte mit elf Saisontoren abermals zum besten Torschützen seiner Mannschaft. Mit Tabellenrang zwölf blieb der Verein jedoch hinter den Erwartungen, woraufhin Kuže durch dessen Co-Trainer dem Österreicher Friedrich Koncilia ersetzt wurde.
In Folge ging er mit Gamba noch in die Spielzeit 1997, kam aber verletzungsbedingt zu keinem Einsatz. Nach der Verpflichtung von Nebojša Krupniković erhielt er in Folge auf eigenen Wunsch die Freigabe und wechselte zurück nach Kroatien zu Hajduk Split. Bei Hajduk spielte er als Absicherung für die offensiv orientierten Ivan Leko und Josip Skoko noch ein halbes Jahr im Spitzenfeld der Liga um den Meistertitel, ehe er zur Rückrunde heim zu Rijka wechselte, dass in der Zwischenzeit ins untere Tabellendrittel abgerutscht war und ins „Relegations-Play-Off“ musste. Nachdem er dieses mit dem Verein gewonnen hatte, beendete er im Alter von 33 Jahren seine aktive Spielerkarriere.

## Nationalmannschaft
Mladenović debütierte am 17. Oktober 1990 beim ersten eigenständigen Länderspiel Kroatiens gegen die USA in der Nationalmannschaft. Er kam beim Stand von 2:0 in Minute 58 für den Schützen des ersten Tores, Aljoša Asanović ins Spiel.
In Folge war er stets im erweiterten Kreis der Nationalmannschaft und schoss am 18. Mai 1994 im Freundschaftsspiel gegen Ungarn seine ersten beiden Tore zum Endstand von 2:2.
Nachdem der Verband nach der Wiederaufnahme in die FIFA auf die Teilnahme an der Qualifikation zur Weltmeisterschaft 1994 in den USA verzichtete, folgten über einen Zeitraum von zwei Jahren lediglich Freundschaftsspiele, ehe er am 9. Oktober 1994 im Qualifikationsspiel zur Europameisterschaft 1996 gegen Litauen erstmals in einem offiziellen Bewerbsspiel für Kroatien auflaufen durfte.
Kroatien schaffte in Folge als Gruppenerster noch vor Italien die Qualifikation für die Endrunde, die er in Folge zu verpassen drohte. Vorangegangen war die Ankündigung von Trainer Miroslav Blažević keinen Spieler außerhalb Europas in die Nationalmannschaft einzuberufen. Die Aussage entstand aus der Tatsache heraus, dass Mitte der 90er Jahre mehrfach kroatische Nationalspieler, darunter auch Mladenović, aufgrund fürstlicher Gehälter nach Japan in die J. League wechselten und somit mehrere Zeitzonen bei der Anreise zu einem Länderspiel überwinden mussten. Weiter witterte Blažević den fehlenden Konkurrenzkampf in der schwächeren Liga, wodurch das Leistungsniveau seiner Spieler sinken würde.
Ungeachtet der Aussage seines Nationaltrainers wechselte Mladenović trotzdem nach Japan und wurde schlussendlich doch, aufgrund seiner Wichtigkeit für die Mannschaft, als einziger nicht in Europa tätiger Spieler in das endgültige Aufgebot für die Europameisterschaft einberufen. Dort kam er in den beiden Vorrundenspielen gegen Dänemark und Portugal und im Viertelfinale bei der 1:2-Niederlage gegen Deutschland zum Einsatz. Nach dem verlorenen Spiel beendete er nach 19 Spielen mit drei Torerfolgen seine Nationalmannschaftskarriere.

## Nach der aktiven Karriere
Nach dem Ende seiner Spielerlaufbahn absolvierte er eine Ausbildung zum Schiedsrichter, ehe er doch wieder auf die Gegenseite als Trainer von NK Žminj wechselte. Ab 2002 war er als Trainer bei seinem Jugendverein NK Rijeka tätig, wurde jedoch aufgrund einer Niederlagenserie im März 2003 wieder entlassen.
Nach einem Kurzintermezzo als Sportdirektor Rijkas folgten Trainerstationen bei den kleinen Vereinen NK Halubjan Viškovo, NK Cres und zuletzt NK Orijent Rijeka. Derzeit ist er vereinslos.

## Erfolge

### Verein
- 1× Österreichischer Meister: 1995
- 1× Österreichischer Supercup: 1995
- 1× Kroatischer Vizemeister: 1998
- 2× Jugoslawischer Vizemeister: 1990, 1991
- 1× Jugoslawischer Pokalfinalist: 1987

### Als Spieler
- 1× Spieler des Jahres in der 1. HNL: 1994

### Nationalmannschaft
Teilnahme:
- Fußball-Europameisterschaft 1996